# Adam Mickiewicz
Adam Bernard Mickiewicz (født 24. december 1798, død 26. november 1855) anses som en af Polens vigtigste romantiske forfattere sammen med Juliusz Słowacki og Zygmunt Krasiński og den største slaviske digter på højde med Aleksandr Pusjkin.

## Værker
Den politiske situation i Polen i 1800-tallet blev klart afspejlet i den polske litteratur, som efter Polens delinger blev meget engageret. Mickiewicz' patriotiske værker fik stor indflydelse på det polske folk. Med sin romantiske stil ramte han flere polske hjerter end nogen anden digter. Han blev den største tolk af sit folks håb og idealer. Hans værker bærer præg af denne stilperiode, men handler også om de politiske og kulturelle realiteter i digterens verden.
De vigtigste værker af Mickiewicz er:
- Ballady i romanse (Ballader og romancer, 1822, da. 2018)
- Grażyna (1823, da. 2020)
- Dziady (Vågenat, 1823. 1832, da. 2021)
- Sonety (Sonetter, Odessasonetter og Krimsonetter samlet, 1826, da. 2017)
- Konrad Wallenrod (1828, da. 2020)
- Pan Tadeusz (Pan Tadeusz, eller den sidste adelsfejde i Litwa, 1834, da. 1958)

Ballader og romancer (Ballady i romanse) blev oversat og udgivet af Bent Christensen 2018.
Grażyna blev 2020 sammen med Konrad Wallenrod udgivet af Bent Christensen i dennes oversættelse. Fælles fuld titel: Grażyna - Konrad Wallenrod. Historiske fortællinger fra Litauens og Preussens historie (196 sider). - Handlingerne finder sted i Litauen og det gamle baltiske, endnu ikke fortyskede Preussen og udspiller sig i den periode, hvor Korsridderordenen forsøgte at underlægge sig disse lande. Handlingen i begge fortællinger er både spændende (til tider virkelig barsk) og rørende, med både krig og kærlighed.
Dziady blev med undertitlen Forfædrenes aften udgivet i 2021 af Bent Christensen i dennes oversættelse. Ordet "dziady" betyder forfædre; det er flertal af "dziad", der betyder bedstefar. Dziady. Forfædrenes aften er et stort versdrama (376 sider, inkl. omfattende noter), hvis handling finder sted i Litauen, Polen og Rusland. Centralt står den særlige dziady-fest, en blanding af gamle hedenske traditioner og katolsk allesjælesfejring, men de gamle unionslande Litauen og Polens situation under den russiske anneksion siden 1795 spiller også en stor rolle. Og der er blevet plads til skildring af ulykkelig kærlighed.
Sonety (Sonetter) udkom i Moskva 1826 som Sonety Adama Mickiewicza (Sonetter af Adam Mickiewicz). Samlingens første del (uden særskilt titel) er senere blevet betegnet som enten Sonety odeskie (Odessasonetter) eller Sonety erotyczne (Erotiske sonetter). Samlingens anden, og mest berømte, del er Sonety krymskie (Krimsonetter). De regnes for romantisk verdenslitteratur. Fem af Krimsonetterne blev i 1888 oversat til dansk af Knud Berlin og trykt i tidsskriftet Ny Jord. I 2015 udgav Bent Christensen, som havde oversat de øvrige (inkl. den ufuldendte og posthumt udgivne nittende), Krimsonetter særskilt, og i 2017 udgav han først Odessasonetter eller Erotiske sonetter særskilt og dernæst hele samlingen under titlen Sonetter 1826.
Konrad Wallenrod blev 2020 sammen med Grażyna udgivet af Bent Christensen i dennes oversættelse. Fælles fuld titel: Grażyna - Konrad Wallenrod. Historiske fortællinger fra Litauens og Preussens historie (196 sider). Se også ovf. til Grażyna.
Pan Tadeusz blev oversat til dansk af Valdemar Rørdam. Med tolv sange og mere end ti tusind linjer er den tit anset som det eneste vellykkede epos fra 1800-tallet.

## Nationalitet
Adam Mickiewicz er normalt kendt som polsk digter: hans vigtige værker blev skrevet på polsk, og i akademiske kredse er der ingen tvivl om hans nationalitet. Men i Litauen ses han som litauer, og hans navn skrives Adomas Mickevičius. I Hviderusland er han kendt som Ада́м Міцке́віч, og hans familie anses for "poloniserede hviderussere".
Disse kontroverser skyldes, at begrebet "nation" ikke var fuld udviklet i 1800-tallet.  De geografiske begreber, som Mickiewicz brugte, havde en helt anden betydning dengang. Han voksede op i den netop opløste polsk-litauiske union, en multikulturel stat, der bestod af, hvad der i dag er selvstændige lande: Polen, Litauen, Hviderusland og Ukraine. Hans mest berømte værk, den episke digtning Pan Tadeusz, begynder med ordene:
Du, Litwa, mit hjemland; er lig vor ungdoms kraft:
Kun den, der har mistet dig, forstår hvad han har haft.
Nu ser jeg din skønhed, længes nætter og dage;
af min hjemve stiger lovsang og bærer mig tilbage.
"Litauen, mit hjemland" i første linje, er et territorium, der i dag ligger i Hviderusland. Mickiewicz brugte ordet Litwa (Litauen) om geografi – og hverken nationalt eller kulturelt .